# Kostel svatého Vavřince (Tasnovice)
Kostel svatého Vavřince stojí na starém hřbitově, který je obehnaný kamennou zdí se dvěma vstupními branami. Východně od kostela se ve svahu nalézá mladší hřbitov. Kostel je situován na bývalém hradišti, chráněném třemi pásy valů na severní, východní a západní straně. Kostel obklopený starým hřbitovem stojí asi kilometr západně od obce Tasnovice a vypíná se na skalnatém vrchu nad Štítary.

## Stavební fáze

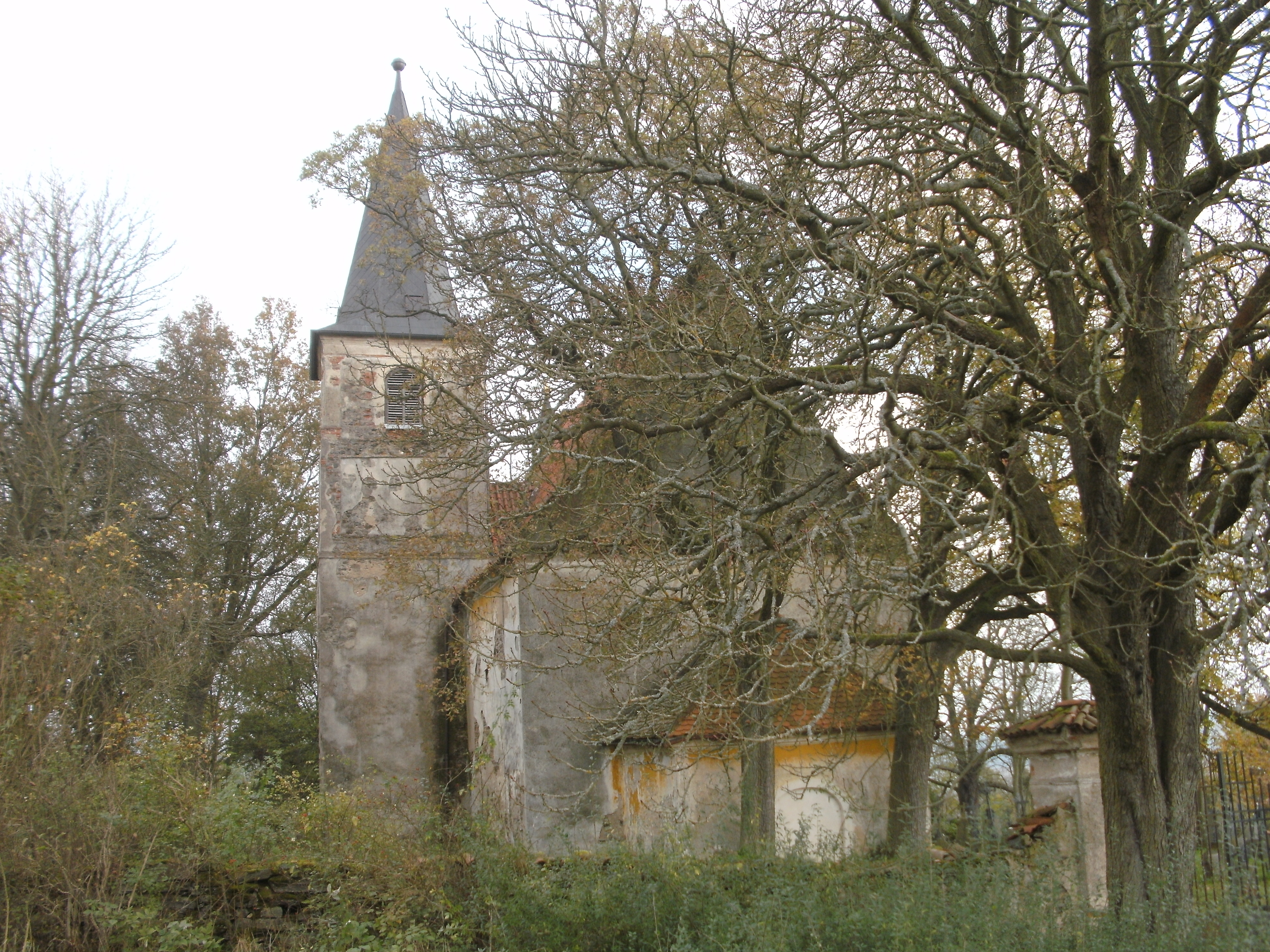
Pohled na kostel

Gotická svatyně z 2. poloviny 14. století byla vystavěna v prostoru velkého pravěkého a raně středověkého hradiště nad řekou Radbuzou. Jelikož zde archeologové odkryly několik hrobů z 11. století, lze předpokládat, že se zde nacházela starší církevní stavba. Starší svatyni zřejmě potvrzuje i zasvěcení sv. Vavřinci, jehož ostatky byly přivezeny do Čech po roce 1180. Z gotického kostela se nakonec dochovaly žebra klenby pod věží. Předsíň kostela pochází ze 17. století. Ke kompletní přestavbě došlo v 18. století.

## Stavební podoba
Jednolodní obdélný kostel je opatřen užším pětiboce ukončeným presbytářem s opěrnými pilíři. Na severu k němu přiléhá třípatrová hranolová věž a na východě sakristie. Západní průčelí kostela je hladké s vysokým štítem a jednoduchou předsíní s půlkruhově ukončeným zazděným vchodem. Presbytář je klenutý jedním polem křížové která se sbíhá na barokní pilastry. Prostor presbytáře je osvětlen vysokými půlkruhově ukončenými obdélnými okny se štukovou páskovou ornamentikou ve špaletách. Loď kostela je klenutá valenou klenbou s lunetami a osvětlená půlkruhově ukončenými okny. Klenba a stěny lodi jsou zdobené freskami s výjevy ze života sv. Vavřince. V západní části lodi je umístěná nepodklenutá kruchta, která je nesená dvěma pilíři. Předsíň je klenutá křížovou klenbou s lunetami a se štukovou růžicí ve vrcholu.